# Jüri Ratas
Jüri Ratas (Tallinn, 2 de juliol de 1978) és un polític estonià que ocupa els càrrecs de líder del Partit del Centre Estonià i de primer ministre d'Estònia. Fou vicepresident del Riigikogu i batlle de Tallinn (2005-2007). Com a alcalde de Tallinn, inicià el programa Premi Capital Verda Europea.
A les eleccions legislatives de 2015, Ratas fou reelegit al parlament amb 7932 vots individuals. Al març fou elegit com a segon vicepresident del parlament.
El 5 de novembre de 2016, Ratas va ser elegit per succeir Edgar Savisaar com a líder del Partit del Centre.
Després del segon govern de Taavi Rõivas el novembre de 2016 a causa de lluites internes, s'iniciaren converses per formar un govern de coalició entre el Partit del Centre, el Partit Socialdemòcrata i Unió Pro Pàtria i Res Pública. El 19 de novembre, els tres partits acordaren les condicions de la nova coalició encapçalada per Ratas. Ratas fou investit com a primer ministre d'Estònia el 23 de novembre.
Està casat i és pare de tres fills.